# Erik Kessels
Erik Kessels (Roermond, 11 maart 1966) is medeoprichter van het Amsterdamse communicatiebureau KesselsKramer. Hij verzamelt fotografie, publiceerde verschillende fotoboeken en stelde tentoonstellingen samen. Ook is hij regelmatig jurylid bij deze prijsuitreikingen. Kessels heeft vele publicaties in tijdschriften en kranten op zijn naam staan.

## Biografie
Sinds zijn vijfde wilde hij etaleur worden. Na de mavo ging hij naar MTS SintLucas in Boxtel om etaleur te worden. Dit was het enige creatieve beroep dat hij zag in Swalmen, waar hij als kind woonde. Hij begon met een vierjarige opleiding in etaleren, decoreren en reclametekenen. Volgens zijn eigen zeggen had hier na één les genoeg van en veranderde zijn studierichting in marketing.
Hij begon zijn carrière bij reclamebureau Ogilvy & Mather, vervolgens Kuipers & Schouten en het Engelse Chiat/Day.
In 1996 richtte hij samen met Johan Kramer communicatiebureau KesselsKramer op. Zijn bedrijf kreeg bekendheid door 
reclameacties voor Ben, Diesel, MTV en het Hans Brinker Budget Hotel. Ook leverde hij werk voor Nike, Audi, Levi Strauss, Het Parool, ONVZ, Het Parool en Heineken.
Naast zijn werk als reclamemaker doet hij veel inspiratie op in de amateurfotografie. Hij heeft diverse boeken, onder andere in almost every picture, over het thema uitgegeven, is medesamensteller van het fototijdschrift Useful Photography.
Ook is hij docent op het gebied van creatie en heeft daarnaast als kunstenaar groeps- en solo-exposities gehad in Nederland en het buitenland.
In 2008 was hij Artist in Residence voor de Academie van Bouwkunst waar hij lezingen en workshops organiseerde met 'amateurisme' als onderwerp. Hij koos dit onderwerp omdat hij daar zelf veel inspiratie uit haalt. Voor het dvd-kunstproject Loud & Clear werkte hij samen met kunstenaars zoals Marlene Dumas en Candice Breitz.
In 2011 maakte hij in het kader van het motto van de Boekenweek, GESCHREVEN PORTRETTEN, samen met reclamemaker Christine Otten een fictief fotoverhaal, getiteld Good Luck. Hierbij wordt een verhaal geschreven aan de hand van een selectie van foto's uit een gevonden fotoalbum. Van de hand kwam toen ook zijn De wildplasser, een beeld voor ASV Arsenal.
Kessels woont samen en heeft drie kinderen, waaronder acteur Sjeng Kessels.

## Prijzen
Kessels won vele nationale en internationale reclameprijzen:
- 1998: Reclamebureau van het jaar
- 1999: Reclameman van het jaar
- 1999: Cannes Press Lion (zilver) voor Hans Brinker Budget Hotel
- 2003: Gouden Effie voor De laatste groeten van Ben
- 2003: Gouden Leeuw voor Ster
- 2003: ADCN Lamp (deelbekroning) voor Ben & Wil
- 2008: ADCN Lamp (deelbekroning) voor RabbitMan
- 2010: Amsterdamprijs voor de Kunst

## Fototentoonstellingen
- "Dutch Delight", FOAM Fotografiemuseum, Amsterdam (2002)
- "Confrontation" – Institute Néerlandais, Paris, en Foam Fotografiemuseum, Amsterdam (2004-2005)
- "Loving Your Pictures", Les Rencontres dʼArles, Centraal Museum Utrecht (2006)
- "Oolong & Others", De Zwarte Ruyter, Rotterdam (2009)
- "Album Beauty", FOAM Fotografiemuseum, Amsterdam (2012)
- "Destroy My Face", BredaPhoto 2020, Breda (2020) Onder druk van anonieme instagram hashtag #wewarenotaplayground vroegtijdig verwijderd uit Skatehal Pier15.

## Boeken
- Missing links (1998), KesselsKramer, ISBN 9080392723
- The instant men (1999), Publishing Co, ISBN 9080392758
- Hot or Not (2002), Gerrit Rietveld Academie, ISBN 9789070478025
- One hundred and one things to do (2006), Amsterdam
- Loving your pictures (2006), Meulenhoff, ISBN 9789029077965
- Models: A Collection of 132 German Police Uniforms and How They Should Be Worn (2006), KesselsKramer, ISBN 9070478048
- Wonder (2006), KesselsKramer, ISBN 9789070478087
- Bangkok beauties (2007), KesselsKramer
- Strangers in my photoalbum (2007), KesselsKramer
- Amateurism (2008), IDEA Books, ISBN 9789070478179
- Couples (2008), KesselsKramer, ISBN 9789070478193
- Photocubes (2008), KesselsKramer, ISBN 9789070478209
- On Show (2008), Howard Smith
- Tree paintings (2009), KesselsKramer, ISBN 9789070478261
- Bombay beauties (2009), KesselsKramer, ISBN 9789070478278
- Very Funny (2010), ISBN 9783941185746
- Brussels beauties (2010), KesselsKramer, ISBN 9789070478339
- Good luck (2011), Amsterdam : Stichting Collectieve Propaganda van het Nederlandse Boek, ISBN 9789059651289
- Meesterlijke Missers (2016), ISBN 9789401434843

Reeksen:
- Useful Photography: No. 1-10 (2002-2011), KesselsKramer
- In Almost Every Picture Deel 1-9 (2002-2010), KesselsKramer